# Стара-Кишева (гмина)
Стара-Кишева (пол. Stara Kiszewa) — сельская гмина (волость) в Польше, входит как административная единица в Косцежский повет, Поморское воеводство. Население на 2004 год — 6229 человек. В составе гмины деревни Ольпух, Липы, Дубрык и другие.